# 빅밴드

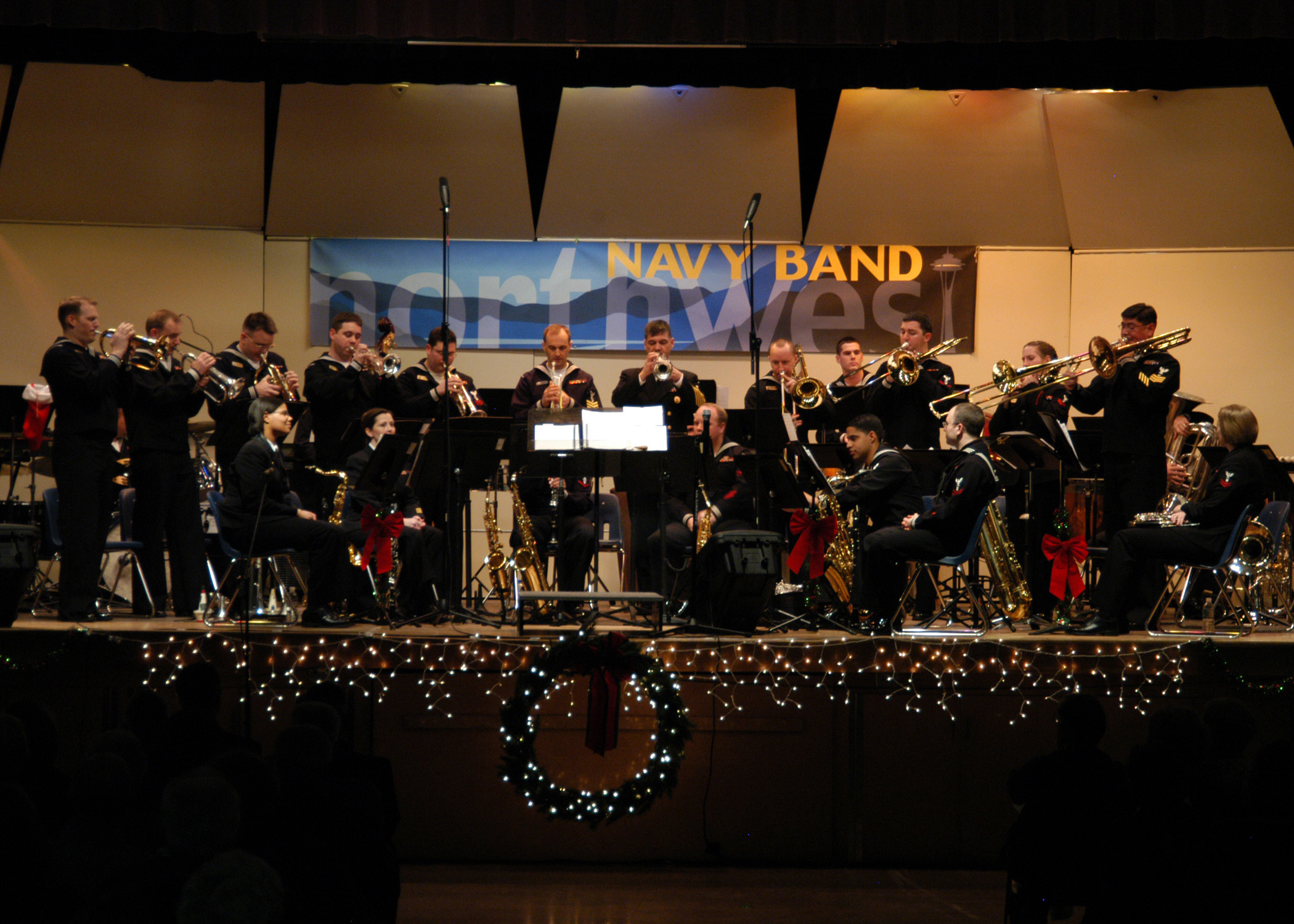
미국 해군 밴드 노스웨스트 빅 밴드가 오크 하버 고등학교에서 열린 콘서트에서 연주하고 있다.

빅 밴드(Big band) 또는 재즈 오케스트라는 일반적으로 색소폰, 트럼펫, 트롬본 네 섹션과 리듬 섹션으로 구성된 10명 이상의 음악가가 있는 재즈 악단의 한 유형이다. 빅 밴드는 1910년대 초에 시작되었으며 스윙이 가장 인기를 얻었던 1940년대 초에 재즈를 지배했다. "빅 밴드"라는 용어는 음악 장르를 설명하는 데에도 사용되지만, 이것이 빅 밴드가 연주하는 유일한 음악 스타일은 아니었다.
빅 밴드는 린디홉 춤의 반주로 시작되었다. 즉흥 연주에 대한 일반적인 재즈의 강조와 달리, 빅 밴드는 작곡된 곡과 편곡에 의존했다. 그들은 독주자보다는 밴드 리더, 편곡자, 악기 섹션에 더 큰 역할을 부여했다.

## 악기

17인조 빅 밴드의 가장 일반적인 좌석 배치

빅 밴드는 일반적으로 트럼펫, 트롬본, 색소폰, 그리고 기타, 피아노, 콘트라베이스, 드럼, 때로는 비브라폰 또는 기타 타악기로 구성된 리듬 섹션 등 네 개의 섹션으로 이루어진다. 1920년대에서 1930년대 초 빅 밴드의 구성은 일반적으로 트럼펫 2~3개, 트롬본 1~2개, 색소폰 3~4개, 그리고 4개의 악기로 이루어진 리듬 섹션이었다. 1940년대에는 스탄 켄튼의 밴드가 최대 5개의 트럼펫, 5개의 트롬본(테너 트롬본 3개, 베이스 트롬본 2개), 5개의 색소폰(알토 색소폰 2개, 테너 색소폰 2개, 바리톤 색소폰 1개), 그리고 리듬 섹션을 사용했다. 듀크 엘링턴은 한때 6개의 트럼펫을 사용하기도 했다. 대부분의 빅 밴드가 이전에 흔했던 재즈 클라리넷을 편곡에서 제외했지만(아티 쇼와 베니 굿먼의 클라리넷 주도 오케스트라는 제외), 듀크 엘링턴의 많은 곡에는 클라리넷 파트가 있었는데, 종종 테너 색소폰 파트 중 하나를 대체하거나 두 배로 연주했다. 드물게 엘링턴은 스윙 스위트의 "Ase's Death"에서처럼 베이스 클라리넷 대신 바리톤 색소폰을 사용하기도 했다. 보이드 레이번은 교향악단에서 영감을 받아 자신의 밴드에 플루트, 호른, 현악기, 팀파니를 추가했다. 1930년대 후반, 솁 필즈는 자신의 리플링 리듬 오케스트라에 솔로 아코디언, 목탁, 피콜로, 바이올린, 그리고 비올라를 포함시켰다. 폴 화이트먼 또한 자신의 앙상블에 솔로 아코디언을 포함시켰다.
8인조(팔중주), 9인조(구중주) 또는 10인조(십중주) 재즈 앙상블은 때때로 "리틀 빅 밴드"라고 불린다. 1940년대에는 빅 밴드의 다소 작은 구성인 "리듬 육중주"가 등장했다. 이 앙상블은 일반적으로 3개 이상의 아코디언과 피아노, 기타, 베이스, 첼로, 타악기, 마림바, 그리고 비브라폰으로 구성되었으며, 찰스 마그난테, 조 비비아노 그리고 존 세리와 같은 녹음 아티스트들에 의해 대중화되었다.
21세기 빅 밴드는 이전보다 훨씬 커져 20명 이상의 연주자가 참여하고, 일부 유럽 밴드는 29개의 악기를 사용하며 50개에 달하는 경우도 있다.

## 좌석 배치 및 편곡
가장 일반적인 17인조 빅 밴드의 좌석 배치에서는 각 섹션이 밴드의 사운드를 최적화하는 방식으로 신중하게 배치된다. 관악기 연주자에게는 리드 파트(첫 번째 트럼펫, 첫 번째 트롬본, 첫 번째 알토 색소폰 포함), 솔로 파트(두 번째 또는 네 번째 트럼펫, 두 번째 트롬본, 첫 번째 테너 색소폰 포함), 그리고 섹션 멤버(밴드의 나머지 인원)의 세 가지 유형의 파트가 있다. 밴드는 일반적으로 리드 파트가 해당 섹션의 중앙에 앉고 솔로 파트가 리듬 섹션에 가장 가까이 앉도록 구성된다. 네 번째 트롬본 파트는 일반적으로 베이스 트롬본이 연주한다. 일부 곡에서는 트럼펫이 플뤼겔호른 또는 코넷을 겸할 수 있으며, 색소폰 연주자는 플루트, 피콜로, 클라리넷, 베이스 클라리넷, 또는 소프라노 색소폰과 같은 다른 목관 악기를 자주 겸한다.
작곡가, 편곡가, 리더의 역할을 구별하는 것이 유용하다. 작곡가는 다양한 규모의 개인이나 그룹이 연주할 원곡을 쓰는 반면, 편곡가는 작곡가의 작품을 공연이나 녹음을 위해 창의적으로 각색한다. 편곡가는 종종 주어진 곡의 악보 대부분 또는 전부를 기보하는데, 이를 보통 "차트"라고 부른다. 밴드 리더는 일반적으로 다양한 규모의 앙상블을 구성하기 위해 음악가들을 모으고, 그들을 위한 자료를 선택하거나 만들고, 리허설에서 음악의 다이내믹, 프레이징, 표현을 조율하며, 종종 함께 연주하면서 그룹의 공연을 이끄는 연주자이다. 최초의 저명한 빅 밴드 편곡자 중 한 명은 폴 화이트먼이 자신의 “심포닉 재즈 오케스트라”를 위해 고용한 퍼디 그로페였다. 많은 밴드 리더들은 특정 편곡자들과 장기적인 관계를 맺었는데, 예를 들어 리더 카운트 베이시와 편곡가 닐 헤프티의 협업이 그러했다. 가이 롬바도와 같은 일부 밴드 리더들은 다른 사람들이 작곡한 작품을 연주했고(롬바도의 경우 종종 그의 형제인 카르멘 롬바도가 작곡), 마리아 슈나이더와 같은 다른 이들은 세 가지 역할을 모두 수행했다. 그러나 많은 경우, 이러한 역할 간의 경계는 모호해질 수 있다. 예를 들어, 빌리 스트레이혼은 다작의 작곡가이자 편곡가였으며, 듀크 엘링턴과 자주 협력했지만, 밴드 리더의 역할은 거의 맡지 않았다. 이 역할은 엘링턴이 맡았으며, 그 자신도 작곡가이자 편곡가였다.

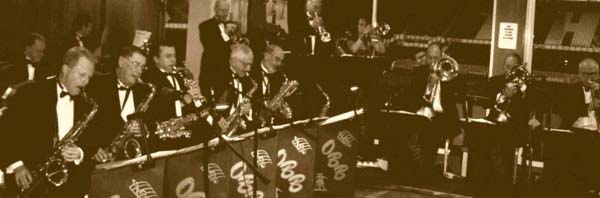
프라이드 파크 스타디움의 오크브룩 빅 밴드

스윙 시대의 전형적인 빅 밴드 헤드 편곡은 동일한 악구와 화음 구조가 여러 번 반복되는 유절 형식으로 작성되었다. 각 반복, 즉 코러스는 일반적으로 12마디 블루스 형식 또는 32마디(AABA) 송 형식을 따른다. 편곡의 첫 번째 코러스는 멜로디를 소개하며, 이어서 발전 코러스가 이어진다. 이러한 발전은 즉흥 연주 솔로, 작곡된 솔로 섹션, 그리고 "샤우트 코러스"의 형태를 취할 수 있다.
편곡의 첫 코러스는 때때로 서론으로 시작되는데, 이는 몇 마디에 불과할 수도 있고 한 코러스 전체를 차지할 수도 있다. 많은 편곡에는 간주곡이 포함되어 있으며, 종종 서론과 유사한 내용으로 일부 또는 모든 코러스 사이에 삽입된다. 형태를 꾸미는 다른 방법으로는 조옮김과 종지 확장 등이 있다.
킹 올리버 밴드와 같은 일부 대규모 앙상블은 절반은 편곡되고 절반은 즉흥 연주되는 음악을 연주했는데, 종종 헤드 편곡에 의존했다. 헤드 편곡은 밴드 멤버들이 리허설 중에 즉흥적으로 만들어내는 음악이다. 그들은 실험을 거쳐, 종종 한 연주자가 간단한 악상으로 시작하여 같은 섹션 내에서 발전하고 다른 섹션으로 확장시킨 다음, 악보에 적지 않고 밴드 전체가 곡을 연주하는 방식을 암기한다. 1930년대 동안, 카운트 베이시의 밴드는 종종 헤드 편곡을 사용했는데, 베이시는 "우리는 그냥 시작하고 다른 사람들이 따라왔다"고 말했다. 헤드 편곡은 1930년대에 더 흔했는데, 이는 인력 이직률이 낮아 밴드 멤버들이 리허설할 시간이 더 많았기 때문이다.:p.31

## 역사

### 댄스 음악
1910년 이전에는 미국의 사교 댄스가 왈츠와 폴카와 같은 스텝에 의해 지배되었다. 재즈가 뉴올리언스에서 시작되어 시카고와 뉴욕으로 확산되면서, 활기차고 암시적인 춤도 함께 이동했다. 다음 수십 년 동안 무도회장은 지터버그와 린디홉을 추는 사람들로 가득 찼다. 댄스 듀오 버논 캐슬과 아이린 캐슬은 제임스 리스 유로프가 이끄는 유럽 사회 오케스트라의 반주로 폭스트롯을 대중화했다.
새로운 리듬에 반주를 제공한 최초의 밴드 중 하나는 1916년 샌프란시스코에서 드러머 아트 히크먼이 이끌었다. 히크먼의 편곡자 퍼디 그로페는 재즈 오케스트라를 다양한 방식으로 결합되는 섹션으로 나누어 편곡했다. 이러한 섹션의 혼합은 빅 밴드의 특징적인 요소가 되었다. 1919년, 폴 화이트먼은 그로페를 고용하여 자신의 밴드에 유사한 기술을 사용하게 했다. 화이트먼은 클래식 음악 교육을 받았고, 그의 새로운 밴드의 음악을 심포닉 재즈라고 불렀다. 댄스 밴드의 방식은 뉴올리언스 재즈에서 한 걸음 멀어졌다. 뉴올리언스 스타일을 계속 연주한 젤리 롤 모턴을 제외하고, 밴드 리더들은 댄스 음악에 대한 수요에 주목하여 자신만의 빅 밴드를 만들었다. 그들은 브로드웨이 연극, 틴 팬 앨리, 래그타임, 보드빌의 요소를 통합했다.
듀크 엘링턴은 할렘의 코튼 클럽에서 자신의 밴드를 이끌었다. 플레처 헨더슨의 경력은 뉴욕의 클럽 앨라밤에서 오디션을 보라는 설득을 받으면서 시작되었고, 결국 로즈랜드 볼룸의 밴드 리더로 이어졌다. 명성을 얻은 이들 장소에서 밴드 리더와 편곡가는 이전보다 더 큰 역할을 했다. 히크먼은 퍼디 그로페에게, 화이트먼은 빌 챌리스에게 의존했다. 헨더슨과 편곡자 돈 레드먼은 킹 올리버의 방식을 따랐지만, 1920년대가 진행되면서 뉴올리언스 형식에서 벗어나 재즈를 변화시켰다. 그들은 테너 색소폰의 콜먼 호킨스, 코넷의 루이 암스트롱, 그리고 1990년대까지 경력을 이어간 다중 악기 연주자 베니 카터 등 재능 있는 밴드의 도움을 받았다.

### 스윙 시대
스윙 음악은 1930년대 초에 나타나기 시작했으며, 초기 재즈의 더 문자적인 4
4보다 더 유연한 느낌으로 구별되었다. 월터 페이지는 워킹 베이스를 개발한 것으로 종종 알려져 있지만, 엘링턴의 워싱턴 와블 (1927)에 웰먼 브라우드와 같은 초기 사례도 존재한다.
이러한 유형의 음악은 1930년대 초반까지 번성했지만, 1936년경까지는 대중적인 인기를 얻지 못했다. 그때까지는 조롱의 대상이었고 때로는 위협적인 것으로 여겨지기도 했다. 1935년 이후, 빅 밴드들은 스윙 음악을 연주하며 명성을 얻었고 스윙을 독특한 스타일로 정의하는 데 중요한 역할을 했다. 웨스턴 스윙 음악가들도 같은 시기에 인기 있는 빅 밴드를 결성했다.
수백 개의 인기 밴드들 사이에서 상당한 스타일의 범위가 진화했다. 잘 알려진 밴드들 중 상당수는 밴드 리더, 수석 편곡가, 그리고 단원들의 개성을 반영했다. 카운트 베이시는 여유롭고 추진력 있는 스윙을 연주했고, 빙 크로스비의 형제인 밥 크로스비는 딕실랜드 스타일을 더 많이 연주했으며, 베니 굿먼은 강렬한 스윙을, 듀크 엘링턴의 작곡은 다양하고 정교했다. 많은 밴드들은 베니 굿먼과 아티 쇼의 클라리넷, 잭 티가든의 트롬본, 해리 제임스의 트럼펫, 진 크루파의 드럼, 라이어널 햄프턴의 비브라폰과 같이 그들의 사운드를 지배하는 강력한 연주자들을 특징으로 했다.
많은 주요 밴드의 인기는 프랭크 시나트라와 토미 도시의 코니 헤인즈, 지미 도시의 헬렌 오코넬과 밥 에벌리, 칙 웹의 엘라 피츠제럴드, 카운트 베이시의 빌리 홀리데이와 지미 러싱, 찰리 바넷의 케이 스타, 래리 클린턴의 비 웨인, 해리 제임스의 딕 헤임즈, 키티 캘런, 헬렌 포레스트, 클로드 손힐의 프란 워렌, 레 브라운의 도리스 데이, 베니 굿먼의 페기 리와 마사 틸턴과 같은 스타 보컬리스트들에 의해 증폭되었다. 일부 밴드는 가이 롬바도와 폴 화이트먼의 밴드처럼 강력한 앙상블에 의존하는 "소사이어티 밴드"였다.
흔히 카운트 베이시와 토미 도시의 밴드처럼 빠르고 강렬한 점프 곡을 강조하는 "하드 밴드"와 글렌 밀러 오케스트라와 솁 필즈의 리플링 리듬 오케스트라처럼 감성적이고 느린 템포의 진심 어린 곡들을 더 강조하며 덜 즉흥적인 곡을 전문으로 하는 "스위트 밴드"로 구별된다.
이때쯤 빅 밴드는 재즈에서 너무나 지배적인 세력이 되어 이전 세대들은 빅 밴드에 적응하거나 은퇴해야 했다. 소규모 그룹 녹음을 위한 시장이 없었고(대공황 시기의 산업이 위험을 감수하기를 꺼려 더욱 악화됨), 루이 암스트롱과 얼 하인즈와 같은 음악가들은 자신들의 밴드를 이끌었고, 젤리 롤 모턴과 킹 올리버와 같은 다른 이들은 잊혀졌다. 그럼에도 불구하고, 스윙 시대의 가장 인기 있는 빅 밴드들 중 다수는 대규모 앙상블 내에서 소규모 그룹을 육성했다. 예를 들어, 베니 굿먼은 트리오와 쿼텟을 모두 개발했고, 아티 쇼는 그래머시 파이브를, 카운트 베이시는 캔자스시티 식스를, 토미 도시는 클램베이크 세븐을 만들었다.
1930년대의 주요 "흑인" 밴드로는 엘링턴, 하인즈, 캘러웨이 외에 지미 런스포드, 칙 웹, 그리고 카운트 베이시 밴드가 있었다. 베니 굿먼, 아티 쇼, 토미 도시, 솁 필즈, 그리고 나중에 글렌 밀러의 "백인" 밴드들은 1930년대 중반부터 그들의 "흑인" 밴드들보다 더 인기가 많았다. 1930년대 중반 백인 관객들에게 다가간 것은 카사 로마 오케스트라와 베니 굿먼의 초기 밴드였다. "흑인" 밴드와 "백인" 밴드 사이의 상업적 인기 차이는 현저했다. 1935년부터 1945년까지 상위 4개의 "백인" 밴드는 292개의 톱 10 기록을 보유했으며, 그 중 65개가 1위 히트곡이었던 반면, 상위 4개의 "흑인" 밴드는 32개의 톱 10 히트곡만 있었고, 그 중 3개만이 1위를 차지했다.
1930년대 후반과 1940년대 초반에는 백인 십대와 젊은 성인들이 빅 밴드의 주요 팬이었다. 그들은 녹음된 음악과 라디오에 맞춰 춤을 추고 라이브 콘서트에 참석했다. 그들은 자신들이 좋아하는 밴드와 노래에 대해 잘 알고 있었고, 종종 편향적이었으며, 유명한 독주자와 보컬리스트를 숭배하기도 했다. 많은 밴드들이 힘든 원나잇 스탠드로 전국을 순회했다. 여행 조건과 숙박은 어려웠는데, 부분적으로는 미국 대부분 지역의 인종 차별 때문이었고, 단원들은 종종 잠과 식사를 거의 하지 못한 채 공연해야 했다. 스타 독주자들을 제외하고는 많은 음악가들이 낮은 임금을 받았고, 공연 일정이 사라지면 투어를 포기하기도 했다. 때로는 밴드 스탠드가 너무 작거나, 확성 시스템이 불충분하거나, 피아노가 조율되지 않은 경우도 있었다. 밴드 리더들은 엄격한 규율(글렌 밀러)과 영리한 심리학(듀크 엘링턴)을 통해 이러한 장애물을 극복했다.
빅 밴드는 제2차 세계 대전 중 사기를 진작시켰다. 많은 음악가들이 군에 복무하며 USO 부대와 함께 전선에서 순회 공연을 했고, 글렌 밀러는 공연 사이를 이동하던 중 목숨을 잃었다. 많은 밴드들이 전쟁 중 인력 손실을 겪었고, 그 결과 여성들이 징집된 남성들을 대체했으며, 전원 여성 밴드가 등장하기 시작했다. 1942~44년 음악가 파업은 상황을 더욱 악화시켰다. 보컬리스트들은 독립하기 시작했다. 전쟁이 끝날 무렵, 스윙은 비밥과 같이 춤추기 어려운 음악으로 대체되고 있었다. 시대와 취향이 변하면서 많은 위대한 스윙 밴드들은 해체되었다.
스윙 시대의 많은 밴드들은 창립자와 이름이 사라진 후에도 수십 년 동안 활동을 이어갔으며, 일부는 21세기에도 여전히 활동하고 있다. 이들은 종종 "고스트 밴드"라고 불리는데, 이는 우디 허먼이 원래 리더가 없는 오케스트라를 지칭하며 사용한 용어이다.

### 현대 빅 밴드
빅 밴드는 스윙 시대와 동일시되지만, 그 이후 수십 년 동안도 계속 존재했으며, 그들이 연주하는 음악은 종종 스윙과는 달랐다. 밴드 리더 찰리 바넷의 1942년 "체로키"와 1943년 "더 무스" 녹음은 비밥 시대의 시작이라고 불린다. 우디 허먼의 첫 번째 밴드인 퍼스트 허드(First Herd)는 프로그레시브 재즈에서 영향을 받았고, 세컨드 허드(Second Herd)는 테너 3개와 바리톤 1개의 색소폰 섹션을 강조했다. 1950년대에는 스탄 켄튼이 자신의 밴드 음악을 "프로그레시브 재즈", "모던", "새로운 음악"이라고 불렀다. 그는 자신의 작곡을 위한 수단으로 밴드를 만들었다. 켄튼은 충돌하는 요소들을 결합하고 음악에 대한 아이디어가 충돌하는 편곡자들을 고용하여 빅 밴드의 경계를 넓혔다. 이러한 광범위한 절충주의는 제2차 세계 대전 이후 많은 재즈를 특징지었다. 1960년대와 70년대에는 선 라와 그의 아르케스트라가 빅 밴드를 더욱 확장시켰다. 라의 절충적인 음악은 10명에서 30명의 음악가로 구성된 명단에 의해 연주되었으며, 의상, 댄서, 특수 효과를 갖춘 연극으로 제시되었다.
1950년대부터 1970년대까지 재즈가 확장될 때, 베이시와 엘링턴 밴드는 여전히 존재했으며, 버디 리치, 진 크루파, 라이어널 햄프턴, 얼 하인즈, 레 브라운, 클라크 테리, 닥 세베린센이 이끄는 밴드들도 그러했다. 프로그레시브 밴드는 디지 길레스피, 길 에번스, 칼라 블레이, 아키요시 토시코와 루 타바킨, 돈 엘리스, 앤서니 브랙스턴이 이끌었다.
1960년대와 1970년대에는 프로그레시브 록의 실험, 재즈 퓨전, 블루스와 솔 음악에서 자주 사용되던 혼 합창단과 같은 음악적 요소들을 통합하여 빅 밴드 록이 인기를 끌었는데, 가장 유명한 그룹으로는 시카고, 블러드, 스웨트 앤 티어스, 타워 오브 파워, 그리고 캐나다의 라이트하우스가 있다. 이 장르는 점차 주류 팝 록과 재즈 록 분야에 흡수되었다.
다른 밴드 리더들은 브라질리언과 아프로쿠반 음악을 빅 밴드 편성으로 사용했으며, 편곡가 길 에번스, 색소포니스트 존 콜트레인(1965년 앨범 어센션에서), 베이스 기타리스트 자코 파스토리우스가 이끄는 빅 밴드들은 각각 쿨 재즈, 프리 재즈, 재즈 퓨전을 빅 밴드 영역에 도입했다. 현대 빅 밴드는 모든 스타일의 재즈 음악을 연주하는 것을 볼 수 있다. 일부 대규모 현대 유럽 재즈 앙상블은 빅 밴드의 편성을 사용하여 주로 아방가르드 재즈를 연주한다. 예를 들어, 1977년에 설립된 비엔나 아트 오케스트라와 1990년대에 활동한 이탈리안 인스타빌레 오케스트라가 있다.

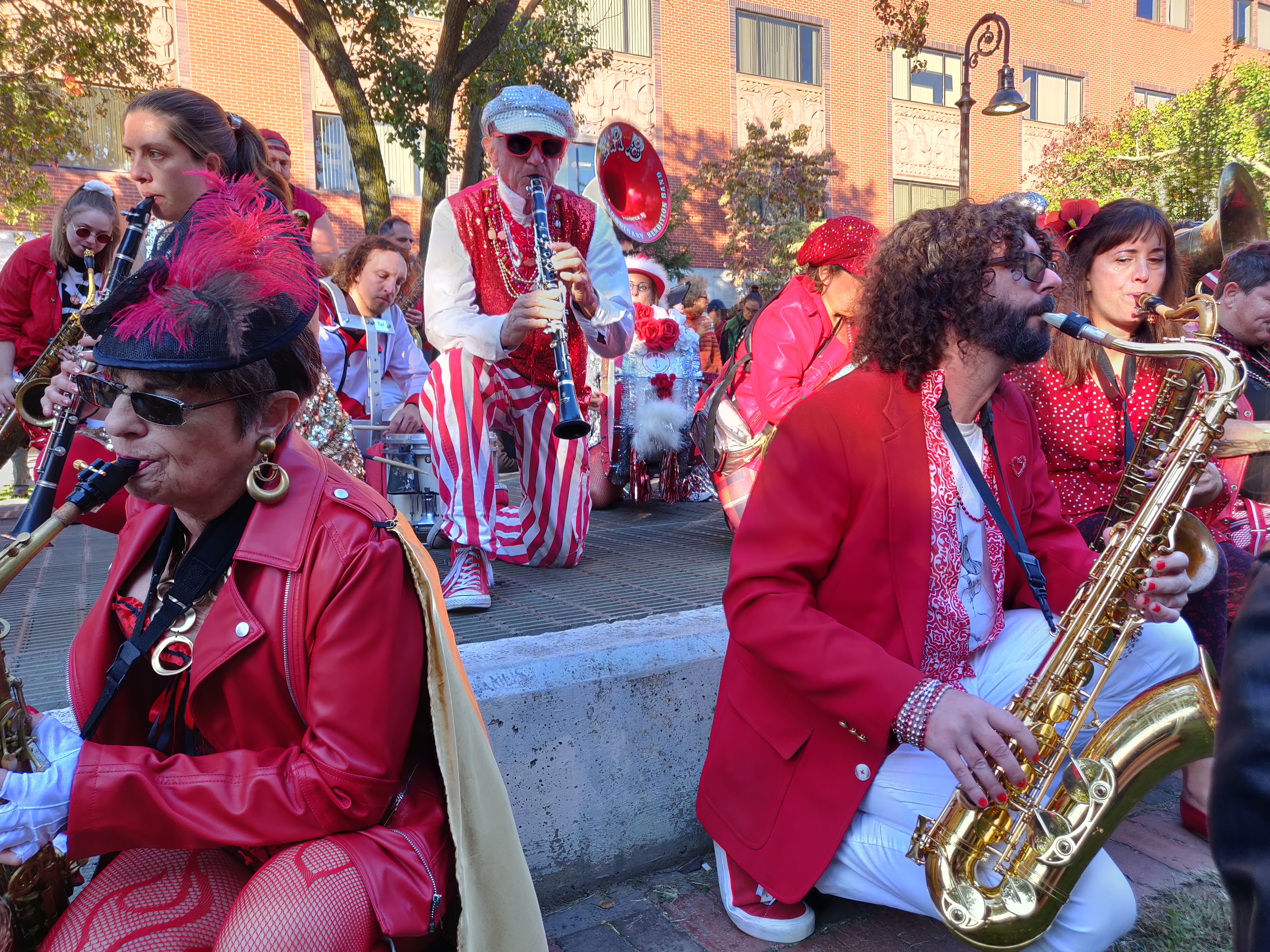
미국 매사추세츠주 서머빌의 HONK! 2022 공연자들.

1990년대 후반 미국에서는 스윙 리바이벌이 일어났다. 린디홉이 다시 인기를 얻었고 젊은이들은 빅 밴드 스타일에 다시 관심을 가졌다.
빅 밴드는 미국 텔레비전, 특히 심야 토크쇼에서 계속 존재감을 유지했는데, 심야 토크쇼는 역사적으로 빅 밴드를 하우스 반주로 사용해왔다. 일반적으로 가장 두드러지는 쇼는 가장 이른 시간대와 가장 많은 시청자를 보유하며 혼 섹션을 갖춘 더 큰 밴드를 사용하고, 늦은 시간대의 쇼는 더 작고 간소한 앙상블을 사용한다.
많은 대학 및 종합대학 음악 학과는 재즈 프로그램을 제공하며, 18~20인조 빅 밴드의 공연을 특징으로 하는 즉흥 연주, 작곡, 편곡 및 스튜디오 녹음 과정을 운영한다.

## 라디오
1930년대, 얼 하인즈와 그의 밴드는 시카고의 그랜드 테라스에서 매일 밤 미국 전역으로 방송되었다. 캔자스시티와 남서부 전역에서는 베니 모튼과 나중에는 제이 맥샨과 제시 스톤과 같은 밴드 리더들이 더 소박하고 블루스적인 스타일을 개발했다. 1937년까지 "스위트 재즈 밴드" 색소포니스트 솁 필즈 또한 그의 리플링 리듬 레뷔(Rippling Rhythm Revue)를 통해 NBC 라디오 네트워크에서 방영되었고, 이 쇼에서는 젊은 밥 호프가 아나운서로 출연했다.
주요 라디오 네트워크의 빅 밴드 리모트는 1930년대와 1940년대에 전국 각지의 무도회장과 클럽에서 음악을 전파했으며, 1950년대에는 NBC의 모니터에서 재즈 클럽 원격 방송이 계속되었다. 라디오는 "스윙의 피리 부는 사나이"인 베니 굿먼의 명성을 높였다. 다른 이들도 그에게 도전했고, 밴드 배틀은 극장 공연의 정기적인 특징이 되었다.
마찬가지로 가이 롬바도와 그의 로열 캐내디언즈 오케스트라 또한 뉴욕의 루스벨트 호텔 (1929-1959)의 루스벨트 그릴과 월도프 아스토리아 호텔 (1959-1976)의 볼룸에서 매년 열리는 새해 전야 축하 방송을 NBC 및 CBS 네트워크를 통해 거의 반세기 동안 광범위한 명성을 얻었다.
글로리아 파커는 여성 지휘자가 이끄는 가장 큰 전원 여성 오케스트라가 출연하는 라디오 프로그램을 진행했다. 그녀는 마림바를 연주하면서 자신의 스윙포니를 이끌었다. 우크라이나 출신인 필 스피탈니는 1930년대와 1940년대에 자신의 라디오 쇼인 매력의 시간의 이름을 따서 필 스피탈니와 그의 매력의 시간 오케스트라로 알려진 22인조 여성 오케스트라를 이끌었다. 다른 여성 밴드로는 트럼펫 연주자 B. A. 롤프, 안나 메이 윈번, 이나 레이 허튼이 이끌었다.

## 영화
빅 밴드는 1930년대부터 1960년대까지 영화에 등장하기 시작했지만, 밴드 리더들의 카메오 출연은 종종 어색하고 줄거리와 무관했다. 솁 필즈는 그의 리플링 리듬 오케스트라와 함께 뮤지컬 대작 빅 브로드캐스트 오브 1938에서 "이 작은 잔물결은 리듬을 가졌다"는 장난스럽고 통합된 애니메이션 공연에 출연했다. 글렌 밀러, 진 크루파, 베니 굿먼의 허구적인 전기 영화는 1950년대에 제작되었다.
헬렌 루이스, 벤 버니, 로저 울프 칸의 밴드는 리 디포리스트에 의해 1925년에 그의 포노필름 사운드 온 필름 공정으로 세 편의 단편 영화로 촬영되었으며, 이 영화들은 미국 의회도서관 영화 컬렉션에 소장되어 있다.